# Tarenna attenuata
Tarenna attenuata är en måreväxtart som först beskrevs av Voigt, och fick sitt nu gällande namn av John Hutchinson. Tarenna attenuata ingår i släktet Tarenna och familjen måreväxter. Inga underarter finns listade i Catalogue of Life.